# Jurij Abramovič Bašmet
Jurij Abramovič Bašmet, in russo Ю́рий Абра́мович Башме́т, Yuri Bashmet nella trascrizione inglese che s'incontra più di frequente (Rostov sul Don, 24 gennaio 1953), è un violista e direttore d'orchestra russo.

## Biografia
Comincia a studiare violino a Leopoli (Ucraina), per poi passare alla viola, su consiglio di un amico.
Dal 1971 prosegue i suoi studi al Conservatorio di Mosca P.I. Čajkovskij sotto la guida dei maestri Vadim Borisovskij e Fëdor Družinin. Quest'ultimo è stato anche suo tutor al Conservatorio negli anni 1976-1978 per gli studi post-diploma.
Il secondo premio al Concorso di Budapest e la successiva vittoria del primo premio al Concorso internazionale ARD di Monaco di Baviera, nel 1976, sono stati i punti di partenza per una brillante carriera.

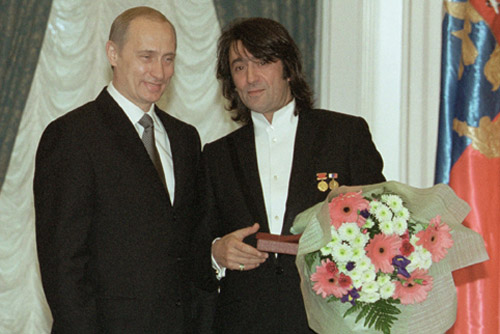
Bašmet alla sala di Caterina, presso il Cremlino di Mosca, con Vladimir Putin in occasione della consegna del Premio Statale della Federazione Russa

Sul finire degli anni settanta e l'inizio degli anni ottanta, Basmet si è specializzato nei concerti come solista; dal 1976 comincia la sua attività concertistica.
Nel 1986 fonda l'orchestra cameristica “I Solisti di Mosca”.
Si è prodotto in concerti con altri interpreti e direttori d'orchestra ben noti a livello internazionale (Argerich, Repin, Richter, Maisky, Rostropovič, Mutter).
Nel 1985 ha iniziato l'attività di direttore d'orchestra: da allora ha diretto le più prestigiose orchestre sinfoniche del mondo.
Insegna anche al Conservatorio di Mosca (nel 1976 ne è divenuto il più giovane professore mai nominato) e a Siena, all'Accademia Chigiana. Dal 1996 ha creato e presiede la “cattedra sperimentale di viola”, nella quale oltre ai lavori del repertorio per viola solista, il curriculum include studi per viola in esecuzioni cameristiche e sinfoniche, oltre a studi avanzati sugli stili di esecuzione del passato e del presente.
Numerosi autori contemporanei hanno composto lavori per Basmet o a lui ne hanno dedicati (oltre 50 concerti), come Alfred Schnittke, Sofija Gubajdulina, Giya Kanceli, A. Raskatov, A. Golovin, per non citarne che alcuni.
Dal 1996 è direttore musicale della rassegna "Elba, Isola Musicale d'Europa" in cui è anche presente con l'Orchestra dei solisti di Mosca.
Nel 2000 gli è stata conferita l'onorificenza di Commendatore della Repubblica Italiana.
Possiede una viola del liutaio milanese Paolo Antonio Testore del 1758, che usa nelle sue esibizioni.
Dal 2013 è direttore artistico del Festival musicale sulle vie del Prosecco che si tiene alla fine di agosto a Conegliano (TV) e nelle principali località artistiche della Marca Trevigiana.

## Riconoscimenti
- 1975: Secondo Premio al Concorso Internazionale di Budapest (alle spalle di Michael Kugel).
- 1976: Primo Premio al Concorso Internazionale ARD – Monaco di Baviera;
- 1986: Premio Statale URSS
- 1991: Artista del Popolo dell'URSS
- 1994: Premio Statale della Federazione Russa
- 1995: Premio musicale Léonie Sonning (Danimarca)
- 1996: Premio Statale della Federazione Russa
- 1999: Onorificenza della Repubblica di Lituania
- 2000: Onorificenza di Commendatore della Repubblica Italiana
- 2000: Ordine delle Arti e delle Lettere (Francia)
- 2003: Legion d’onore (Francia)
- 2008: Premio Grammy Award (USA) con l'orchestra "I Solisti di Mosca" – per l'esecuzione di opere di Stravinsky e Prokofiev nella categoria "Best performance by small ensembles" (miglior esecuzione di un'orchestra da camera)

## Discografia
Ha inciso per la Melodija, RCA, Sony e Deutsche Grammophon:
- Schubert: Streichquartett Nr. 14 d-moll, Erlkönig & Sonate a-Moll für Arpeggione und Klavier, D. 821 - Yuri Bashmet, Alëna Baeva e I Solisti di Mosca, Sony (2013)
- Dun / Takemitsu / Hayashi (con I Solisti di Mosca) (2008)
- Šostakovic 'Live in Vienna' Piano Quintet, Piano Trio No. 1, Five Pieces for 2 Violins - Itamar Golan/Janine Jansen/Julian Rachlin/Mischa Maisky/Yuri Bashmet, Onyx (2007)
- Raykhelson (con I Solisti di Mosca) (2007)
- Stravinskij: Apollo, Concerto for Strings - Prokof'ev: 20 Visions Fugitives - Moscow Soloists & Yuri Bashmet, PM CLASSICS (2007)
- Mendelssohn, Violin Concerto In D Minor - Gidon Kremer/Moscow Philharmonic Orchestra/Yuri Bashmet, Pipeline (2006)
- Šostakovic (con la Kremerata Baltica e Gidon Kremer, violino)(2006)
- 'Mozart - The Violin Concertos' (con la London Philharmonic Orchestra ed Anne-Sophie Mutter) (2005)
- Šostakovic / Sviridov / Vainberg (con I Solisti di Mosca) (2005)
- Schnittke (con l'Orchestra del Ministero della Cultura dell'URSS, Gennadij Roždestvenskij e Gutman) (2004)
- Brahms (con Kremer, Argerich e Maisky) (2004)
- Britten / Walton (con l'Orchestra Sinfonica Statale Russa e G. Roždestvenskij) (2004)
- Schnittke (con l'Orchestra del Ministero della Cultura dell'URSS, Roždestvenskij e Gutman) (2003)
- Šostakovič (con Oleg Kagan e Sviatoslav Richter) (2003)
- Kancheli: Styx; Gubaidulina: Viola Concerto - Mariinsky Theatre Orchestra/Valery Gergiev/Yuri Bashmet, 2002 Deutsche Grammophon
- Walton - Collected Works (con la Boston Symphony Orchestra) (2002)
- Britten (con la Hallé Orchestra) (2002)
- Gubajdulina / Kanceli (con l'Orchestra del Teatro Marinskij di San Pietroburgo, dir. Valerij Gergiev) (2002)
- Mozart (con l'Orchestra di Padova e del Veneto) (2002)
- Brahms (con Lobanov, Masur e Kagan) (2002)
- Brahms (con Eschenbach e Gutman) (2002)
- 'Kagan Edition, Volume 6' (con Kagan e Gutman) (2001)
- 'Kagan Edition, Volume 5' (con Kagan e Gutman) (2001)
- Kollontai / Čajkovskij (con l'Orchestra Sinfonica Čajkovskij di Mosca) (2001)
- 'Music for Viola and Piano' (con Sviatoslav Richter) (2000)
- Brahms, Sonatas for Viola & Piano, Op. 120; Two Songs, Op. 91 - Yuri Bashmet/Larissa Diadkova/Mikhail Muntian, RCA/BMG (1990)
- When Night Falls (con Angelica Kirschlager) (1999)
- Walton: Viola Concerto - Bruch: Concerto for Violin & Viola - André Previn/London Symphony Orchestra/Yuri Bashmet, BMG/RCA (1990)
- Bashmet, Brahms and Shostakovich - David Mottley/Moscow Soloists/Yuri Bashmet, SONY BMG  (1998)
- Haydn (con I Solisti di Mosca) (1998)
- Kanceli (con l'Orchestra Sinfonica Statale della Georgia) (1997)
- Hindemith, Sonata in Fa maggiore Op. 11 n. 4; Britten, Lachrymae per viola e pianoforte Op. 48; Šostakovič, Sonata per viola Op. 147 con Svjatoslav Richter (piano), (reg. nel 1985 - Germania), CD Mezdunarodnaja Kniga, 1991 (MK 418015)
- Schnittke, Concerto per viola e orchestra, nel CD "Schnittke: Concerto grosso n. 2 (Oleg Kagan, Natal'ja Gutman) e concerto per viola e orchestra". Orchestra sinfonica del Ministero della Cultura dell'URSS; dir. Gennadij Roždestvenskij, (reg. nel 1986 e 1987), CD Melodija, 1990 (SUCD 10-00068)
- Schnittke: Concerto for Three, String Trio - Gidon Kremer/Moscow Soloists Ensemble/Mstislav Rostropovich/Yuri Bashmet, EMI